# Птахдуауу
Птахдуауу (нач XXV века до н. э.) — аристократ и Верховный жрец Птаха в Древнем Египте, живший во времена IV династии при царе Мен-кау-Ра. Птахдуауу носил имя в честь бога Птаха, которому и служил.

## Биография
Птахдуауу первый известный первосвященник бога Птаха. Его титулами были Первосвященник Ка Птаха и Глава ремесленников Храма Птаха Белой Стены.
Похоронен в Саккаре.